# スティーブン・W・グローブス (フリゲート)
| USS Stephen W Groves FFG-29 |                                                                                           |
| 艦歴                        |                                                                                           |
| 発注:                       | 1978年1月23日                                                                             |
| 起工:                       | 1980年9月16日                                                                             |
| 進水:                       | 1981年4月4日                                                                              |
| 就役:                       | 1982年4月17日                                                                             |
| 退役:                       | 2012年2月24日                                                                             |
| 除籍:                       |                                                                                           |
| その後:                     |                                                                                           |
| 要目                        |                                                                                           |
| 排水量                      | 基準: 3,225 t                                                                             |
| 排水量                      | 満載: 4,100 t                                                                             |
| 全長                        | 453 ft (138 m)                                                                            |
| 全幅                        | 45.4 ft (13.8 m)                                                                          |
| 吃水                        | 24 ft (7.3 m)                                                                             |
| 機関                        | COGAG方式                                                                                 |
| 機関                        | LM2500-30ガスタービンエンジン (20,500hp) ×2基                                             |
| 機関                        | 可変ピッチプロペラ（5翔）×1軸                                                             |
| 機関                        | 非常用旋回式スラスタ（350hp）×2基                                                         |
| 最大速                      | 29ノット以上                                                                              |
| 航続距離                    | 4,500 海里（20ノット巡航時）                                                              |
| 乗員                        | 206名（士官13名）                                                                         |
| 兵装                        | Mk.75 76mm単装速射砲×1基                                                                  |
| 兵装                        | Mk.38 25mm単装機銃×2基                                                                    |
| 兵装                        | Mk.15 20mmCIWS×1基                                                                        |
| 兵装                        | M2 12.7mm単装機銃×4基                                                                     |
| 兵装                        | Mk.13 mod.4単装ミサイル発射機×1基 * SM-1MR SAM * ハープーンSSM を発射可能 ※2003年以降撤去 |
| 兵装                        | Mk.32 mod.17 3連装短魚雷発射管×2基                                                        |
| 艦載機                      | SH-60B LAMPSヘリコプター×2機                                                              |
| C4ISTAR                     | NTDS (JTDS＋リンク 11/14)                                                                 |
| C4ISTAR                     | Mk.92 FCS (SM-1MR, 76mm砲用)                                                              |
| C4ISTAR                     | AN/SQQ-89 ASWCS                                                                           |
| センサ                      | AN/SPS-49 対空捜索レーダー                                                                |
| センサ                      | AN/SPS-55 対水上捜索レーダー                                                              |
| センサ                      | AN/SQS-56 船底装備ソナー                                                                  |
| センサ                      | AN/SQR-19 曳航ソナー                                                                      |
| 電子戦                      | AN/SLQ-32(V)5 ESM/ECM装置                                                                 |
| 電子戦                      | Mk.36 デコイ発射装置                                                                      |
| モットー:                   | Dirigo (I Direct)                                                                         |

スティーブン・W・グローブス (英語: USS Stephen W. Groves, FFG-29) は、アメリカ海軍のミサイルフリゲート。オリバー・ハザード・ペリー級ミサイルフリゲートの21番艦。艦名はミッドウェー海戦で戦死し、海軍殊勲章を受章したスティーブン・W・グローブス少尉(1917 - 1942)に因む。

## 艦歴
スティーブン・W・グローブスは1978年1月23日にFY78プログラムの一部としてメイン州のバス鉄工所に建造発注され、1980年9月16日に起工する。1981年4月4日に進水し、1982年4月17日にフィリップ・A・ボゼッリ艦長の指揮下就役した。なお、就役当初はネームシップ同様の短船体として建造されたが、のちに船体延長改修を受け、右記のような諸元を備えるようになった。
2005年8月、スティーブン・W・グローブスはハリケーン・カトリーナを避け母港のミシシッピ州パスカグーラから姉妹艦のジョン・L・ホール (USS John L. Hall, FFG-32) と共に出港した。パスカグーラ海軍基地はハリケーンによって甚大な被害を受けた。
2006年時点で、ティーブン・W・グローブスはフロリダ州メイポートを母港とし第14駆逐戦隊に所属していた。
2011年5月10日には、ソマリア沖の海賊と交戦している。
2012年2月24日に退役した。